# Công viên Lịch sử Quốc gia Văn hóa Hopewell
Công viên Lịch sử Quốc gia Văn hóa Hopewell là một Địa điểm Lịch sử Quốc gia của Hoa Kỳ với các Công sự đào đắp bằng đất với các mô đất mộ táng cổ của văn hóa Hopewell, những người bản địa phát triển mạnh mẽ từ khoảng năm 200 trước Công nguyên đến năm 500 sau Công nguyên. Công viên bao gồm bốn địa điểm riêng biệt mở cửa cho công chúng ở Quận Ross, Ohio, bao gồm cả Đài tưởng niệm Quốc gia Nhóm Gò Thành phố trước đây. Công viên bao gồm các địa điểm khảo cổ của nền văn hóa Hopewell, được quản lý bởi Cục Công viên Quốc gia, Bộ Nội vụ Hoa Kỳ.
Năm 2008, Bộ Nội vụ đã đưa Công viên Lịch sử Quốc gia Văn hóa Hopewell vào như là một phần của Công sự Nghi lễ đắp đất Hopewell, một trong 14 địa điểm trong danh sách Di sản dự kiến mà Hoa Kỳ đưa ra đề cử cho danh hiệu Di sản thế giới. UNESCO đã công nhận Công sự Nghi lễ đắp đất Hopewell là Di sản thế giới vào ngày 19 tháng 9 năm 2023, bao gồm công viên và các địa điểm liên quan.

## Vị trí
Công viên Lịch sử Quốc gia Văn hóa Hopewell bao gồm bốn phần tách biệt về mặt địa lý mở cửa cho công chúng tham quan bao gồm:
1. Nhóm Gò Thành phố là địa điểm của trung tâm du khách và là địa điểm Hopewell duy nhất được khôi phục hoàn toàn. Nó nằm tại số 16062 đường bang 104, Chillicothe, OH 45601.
2. Công sự đào đắp đất Seip, nằm tại 7078 đường Liên bang 50, Bainbridge, OH 45612.
3. Nhóm gò Hopewell, nằm tại 4731 đường Sulphur Lick, Chillicothe, OH 45601.
4. Công sự đào đắp đất Hopeton, nằm tại 990 đường Hopeton, Chillicothe, OH 45601.